# Sangju Civic Stadium
Sangju Civic Stadium – wielofunkcyjny stadion w Sangju, w Korei Południowej. Został otwarty 22 stycznia 1992 roku. Może pomieścić 15 042 widzów. Swoje spotkania rozgrywają na nim piłkarze klubu Sangju Sangmu FC.